# Loa (prologtyp)
Loa (av latinets laude) var under 1500- och 1600-talet i Spanien och Portugal namnet på en prolog, som framfördes för att rekommendera en pjäs, en auktion eller dramatisk scen.
Efterhand utvecklades loan till en egen liten förpjäs, ibland innehållande sång och dans.